# 周宣帝
周宣帝宇文贇（559年—580年6月22日），字乾伯，自稱天元皇帝，代郡武川镇（今内蒙古自治区呼和浩特市武川县）人，北周武帝宇文邕長子，北周第四代皇帝（578年－579年），在位只有十個月。

## 生平
北周宣帝武成元年生於同州，是個行事荒唐的皇帝。宇文贇即位前，父親武帝對他管教極為嚴格，曾派人監視他的言行舉止，甚至只要犯錯就會嚴厲懲罰。
建德二年（573年），迎娶隋國公楊堅的長女楊麗華。
宣政元年（578年）武帝去世後，遺詔太子宇文贇襲統皇位。宇文贇即位，史稱「周天元」。宇文贇在父親死後，面無哀戚，抚摸着脚上被打的杖痕，大声对着武帝的棺材喊道：“死得太晚了！”
宣帝即位后，大肆裝飾宮殿，且猜忌近臣，濫施刑罰，人又小氣，極少賞賜大臣，還經常派親信監視大臣言行，宣政元年（578年），殺宇文憲。
大成元年（579年），在位僅一年的宣帝禪位於長子宇文闡（北周靜帝），自称天元皇帝，杨丽华为天元皇后，住处称为“天台”，对臣下自称为“天”，仍實際掌控朝政。連同元配楊麗華及嗣皇帝生母朱滿月等，宇文贇共立了五位皇后（太上皇后），此舉打破劉聰的“三后並立”的記錄。大臣朝见時，必须事先吃斋三天、净身一天。又於全國大选美女，以充实後宮，大将军陈山提的第八女陈月仪，仪同元晟的第二女元乐尚最受寵愛。由于纵欲过度，嬉遊無度，宇文赟的健康恶化，大象二年五月乙未（580年6月8日），宇文赟生病，下詔讓隨國公楊堅入宮陪伴。己酉（580年6月22日），宣帝去世於天德殿，時年22歲。劉昉與鄭譯矯詔讓楊堅輔政。
次年，杨坚廢周静帝自立，改國號為隋，北周滅亡。

## 陵墓
周宣帝死后，大象二年七月丙申（580年8月8日）葬定陵，具体位置不详。北周武帝孝陵以西已知其为北周重臣葬地，北周诸陵当在咸阳市渭城区底张镇一带。

## 評價
唐令狐德棻《周書》評價宇文贇擢髮難數、罄竹難書，罪惡多端，最終沒有受屠戮而亡，實在是很幸運：「高祖識嗣子之非才，顧宗祏之至重，滯愛同於晉武，則哲異於宋宣。但欲威之以檟楚，期之於懲肅，義方之教，豈若是乎。卒使昏虐君臨，姦回肆毒，善無小而必棄，惡無大而弗為。窮南山之簡，未足書其過；盡東觀之筆，不能記其罪。然猶獲全首領，及子而亡，幸哉。」

## 家庭

### 父母
- 周武帝宇文邕
- 李娥姿

### 后妃
- 天元大皇后楊麗華
- 天大皇后朱滿月
- 天中大皇后陳月儀
- 天左大皇后尉遲熾繁
- 天右大皇后元樂尚
- 王姬
- 皇甫姬
- 高氏，齐孝昭帝高演之孙，汝南王高彦理之女[4][5]

### 子女
- 周静帝宇文闡，生母朱滿月
- 莱王宇文衎，生母王姬
- 郢王宇文術，生母皇甫姬
- 宇文娥英，生母楊麗華
- 宇文昡，第五女，生母杨丽华
- 细腰公主[6]

## 影视形象
| 劇名                         | 演員   |
| 《少林寺传奇》(2007年電視劇) | 孙东云 |
| 《独孤天下》(2018年電視劇)   | 刘帅   |
| 《独孤皇后》(2019年電視劇)   | 王新宇 |

## 外部連結
[在维基数据编辑]
 《周書·卷07》，出自令狐德棻《周書》
 《北史/卷010》，出自李延壽《北史》

| 中国北方君主             | 中国北方君主                             | 中国北方君主             |
| ------------------------ | ---------------------------------------- | ------------------------ |
| 前任： 父亲周武帝 宇文邕 | 北朝 · 北周皇帝 578年6月21日 － 579年3月 | 繼任： 长子周静帝 宇文阐 |
| 前任： 父亲周武帝 宇文邕 | 中國北方皇帝 578年6月21日 － 579年3月    | 繼任： 长子周静帝 宇文阐 |